# Софийский песнивец

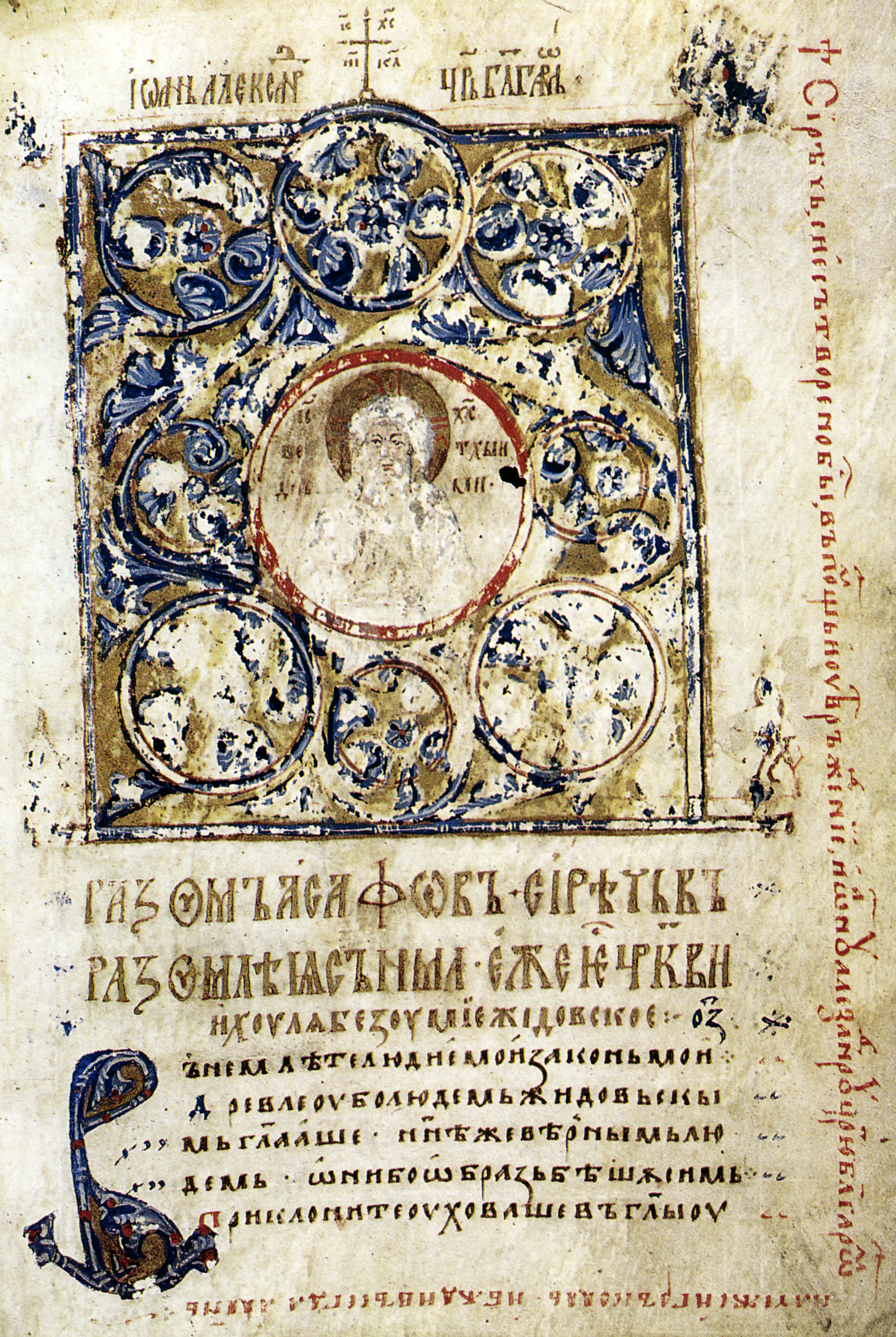
Лист «Песнивца»

Софийский песнивец или Софийский/Кукленский псалтырь (болг. Софийски песнивец) — памятник древнеболгарской литературы, написанный анонимным автором для царя Ивана Александра в 1337 году.
Состоит из сборника псалмов, 5-й песни из Книги пророка Исаии и «Похвалу Ивану Александру», в свою очередь, состоящей из трёх частей. Написан в Кукленском монастыре. Хранится в библиотеке Болгарской академии наук. Хорошо сохранившийся памятник состоит из 317 листов из пергамена. Несколько листов отсутствуют. Текст написан средним полууставом. Заглавия выполнены красными или красно-синими чернилами. Имеет тырновское правописание. Украшение скромное. Рукопись была обнаружена в селе Катунско-Конаре (Пловдивская область).

## Похвала Ивану Александру
Основу текста образуют апелляции к Константиновой легенде. Похвала относится к жанру владетельской похвалы. Состоит из приписки, отрывка похвального слова и самой похвалы. Этот состав выявляется только при филологическом анализе. В приписке к рукописи автор благодарит бога за написание, сообщает о времени завершения труда и о заказчике «Песнивца». Вторая часть — похвальное слово внешне сближается с «Похвалой царю Симеона». Так, автор «Софийского песнивца» указывает не только на моральные качества своего заказчика, но и на физическую красоту: Иван Александр — «ликом прекрасный», «румяный», «станом стройный», «очами сладко на всех взирающий», «походкой уверенный». Автор прославляет военные победы царя, который «державно низложил греческого царя», после завоеваний правителя в мире воцарилась «прочная тишина». Похвала царю сближается с акафистными песнопениями: каждая строка начинается со слова «радуйся». Автор снабжает своего кумира эпитетами в превосходной степени: «царь царей», «Богом венчаный», «превысокий», «болгарская похвала и радость»… Заканчивается похвала молитвой об удостоянии царя и его семьи Царствия Небесного. Вторая похвала Ивану Александру была написана монахом Симеоном, который поместил её в «Евангелие» 1356 года.